# Aphis crassicauda
Aphis crassicauda är en insektsart som beskrevs av Smith, C.F. och Patricia Eckel 1996. Aphis crassicauda ingår i släktet Aphis och familjen långrörsbladlöss. Inga underarter finns listade i Catalogue of Life.